# 鞋櫃
在日本，鞋櫃被稱為下驮箱（日语: 下駄箱），通常設在進入建築物前的玄關旁。在澡堂等需脫鞋入內的大型公共場所，鞋櫃通常會有專人看管。

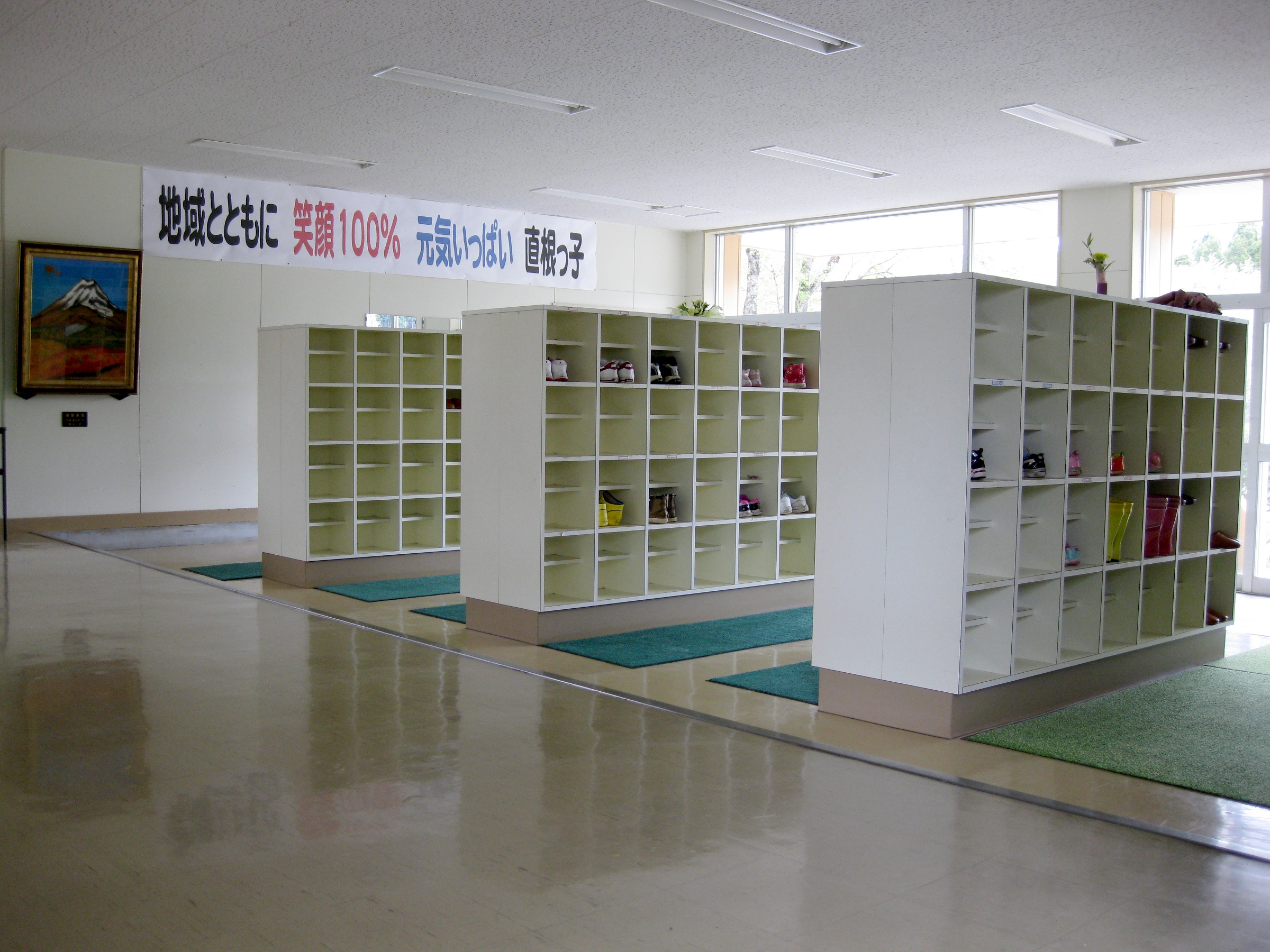
一所小學校的鞋櫃

而在小學、國中及高中的學校入口處，每個學生都有專屬鞋櫃。進入校舍前都必須將自己的鞋子脫下放入、換上室內用鞋。校園文化中，學生也常在鞋櫃進行各種活動如：
- 告白
  - 放置情書[2] [3][4]
  - 禮物
  - 巧克力（情人節）
- 惡作劇
  - 假情書
- 挑戰書

另外也可能會在霸凌用途
- 把鞋子其中一腳藏起來
- 塗鴉